# La nana
La nana är en chilensk-mexikansk dramakomedifilm från 2009, regisserad av Sebastián Silva och skriven av Silva och Pedro Peirano. Den har vunnit flera priser sedan debuten på Sundance Film Festival 2009. Filmen fick mycket bra kritik, framför allt för Catalina Saavedras prisbelönta roll som huvudfiguren.

## Handling
Raquel (Saavedra) har arbetat som hembiträde hos familjen Valdes i över 23 år. Hon har stor respekt för, och är lojal mot, sina arbetsgivare Pilar (Celedón) och Edmundo (Goic). Hon kommer bra överens med deras tonårsson, Lucas (Agustín Silva), men bråkar en del med deras dotter, Camila (García-Huidobro). Då Raquel börjar bli yr i huvudet av klor för hushållsändamål beslutar sig Pilar för att skaffa ett till hembiträde för att hjälpa henne. Raquel motsätter sig detta och utför desperata försök att driva bort hembiträde efter hembiträde, inklusive den yngre Lucy (Loyola), med målet att behålla sin ställning i hushållet.

## Rollista
- Catalina Saavedra som Raquel
- Claudia Celedón som Pilar
- Mariana Loyola som Lucy
- Agustín Silva som Lucas
- Alejandro Goic som Edmundo
- Andrea García-Huidobro som Camila
- Anita Reeves som Sonia
- Delfina Guzmán som farmodern

## Mottagande
Filmen fick bra kritik. National Board of Review meddelade att filmen var en av de fem som nominerades i klassen Bästa utländska film vid Golden Globe Awards, och låten AyAyAyAy var en av 63 låtar som skickades för nominering i kategorin Bästa sång vid Oscarsgalan.

## Priser
| År   | Gala                                     | Nominerad                                                | Pris                                                           | Resultat                                 |
| ---- | ---------------------------------------- | -------------------------------------------------------- | -------------------------------------------------------------- | ---------------------------------------- |
| 2009 | Cartagena Film Festival                  | Sebastián Silva                                          | Critics Award - Best Film                                      | Vinnare                                  |
| 2009 | Cartagena Film Festival                  | Catalina Saavedra                                        | Golden India Catalina - Best Actress                           | Vinnare                                  |
| 2009 | Cartagena Film Festival                  | Sebastián Silva                                          | Golden India Catalina - Best Film                              | Nominerad                                |
| 2009 | Gotham Film Awards                       | Gregorio González (producent) Sebastián Silva (regissör) | Best Feature                                                   | Nominerad                                |
| 2009 | Gotham Film Awards                       | Catalina Saavedra                                        | Breakthrough Actor/Actress                                     | Vinnare                                  |
| 2009 | Off Plus Camera Film Festival Poland     | Gregorio González (producent) Sebastián Silva (regissör) | Cracow Film Award (Best Film)                                  | Vinnare                                  |
| 2009 | Sarasota Film Festival                   | Gregorio González (producent) Sebastián Silva (regissör) | Best Narrative Film                                            | Vinnare                                  |
| 2009 | Fribourg International Film Festival     | Sebastián Silva (regissör)                               | Talent Tape Award                                              | Vinnare                                  |
| 2009 | Paris Cinema International Film Festival | Sebastián Silva (regissör)                               | Audience Award                                                 | Vinnare                                  |
| 2009 | Taipei Film Festival                     | Sebastián Silva (regissör)                               | Special Mention New Talent Competition 3rd Audience Award      | Vinnare                                  |
| 2009 | Latin American Film Festival             | Sebastián Silva (regissör)                               | Critics Award                                                  | Vinnare                                  |
| 2009 | Latin American Film Festival             | Sebastián Silva (regissör)                               | Elcine First Prize - Best Film                                 | Vinnare                                  |
| 2009 | Sundance Film Festival Awards            | Sebastián Silva (regissör)                               | Grand Jury Prize: World Cinema - Dramatic                      | Vinnare                                  |
| 2009 | Sundance Film Festival Awards            | Catalina Saavedra                                        | Special Jury Prize (för skådespeleri): World Cinema - Dramatic | Vinnare                                  |
| 2009 | Satellite Awards 2009                    | Catalina Saavedra                                        | Best Actress – Motion Picture Drama                            | Nominerad                                |
| 2009 | Satellite Awards 2009                    | Sebastián Silva (regissör)                               | Best Foreign Language Film                                     | Vinnare. Delad vinst med Broken Embraces |
| 2010 | NAACP Image Awards                       | Sebastián Silva (regissör)                               | Best Foreign Language Film                                     | Nominerad                                |
| 2010 | Golden Globes Awards                     | Sebastián Silva (regissör)                               | Best Foreign Language Film                                     | Nominerad                                |

### Fotnoter
1. ↑  ”The Maid (2009)”. IndieWIRE.com. Arkiverad från originalet den 26 januari 2013. https://archive.is/20130126060931/http://www.indiewire.com/film/the_maid_la_nana. Läst 23 oktober 2009.
2. ↑  Chang, Justin (24 januari 2009). ”The Maid (2009)”. Variety.com. http://www.variety.com/review/VE1117939461.html?categoryid=31&cs=1/. Läst 23 oktober 2009.
3. ↑  ”Nominations & Winners”. The Hollywood Foreign Press Association. Arkiverad från originalet den 20 december 2016. https://web.archive.org/web/20161220134129/http://www.goldenglobes.com/winners-nominees/2010. Läst 15 december 2009.
4. ↑  ”63 Original Songs Tune Up For 2009 Oscar”. The Academy of Motion Picture Arts and Sciences. Arkiverad från originalet den 9 mars 2010. https://web.archive.org/web/20100309203110/http://www.oscars.org/press/pressreleases/2009/20091216.html. Läst 17 december 2009.